# Ormetica sicilia
Ormetica sicilia là một loài bướm đêm thuộc phân họ Arctiinae, họ Erebidae.